# Manitoba
Manitoba (pronunciació en anglès canadenc: /ˌmænɪˈtoʊbə/) és una de les deu províncies del Canadà. Amb una superfície de 649.950 km², té majoritàriament un clima continental, amb milers de llacs i nombrosos rius. L'agricultura es concentra bàsicament a les parts sud i oest de la província, les més fèrtils i és de vital importància per a la seva economia; altres indústries importants són el transport, la indústria manufacturera, la mineria, la silvicultura, l'energia i el turisme.
La capital, i principal ciutat de Manitoba és Winnipeg, l'àrea metropolitana de la qual acull el 60% de la població de la província, cosa que la situa en la vuitena concentració de població més gran del Canadà. Winnipeg és la seu de l'Assemblea Legislativa de Manitoba. També acull quatre de les cinc universitats de la província, dels principals equips esportius professionals i de les activitats culturals.
A final del segle xvii arribaren a Manitoba els primers comerciants de pells, passant a ser el centre de la Terra de Rupert, propietat de la Companyia de la Badia de Hudson. Manitoba passà a ser una província del Canadà el 1870 després de la rebel·lió del riu Red i la seva separació dels Territoris del Nord-oest.

## Etimologia
El nom Manitoba es creu que deriva dels idiomes cree, ojibwe o assiniboine. El nom deriva del cree manitou-wapow o l'ojibwa manidoobaa, en què en ambdós casos significa "estrets de Manitú, el Gran Esperit", un indret que fa referència al que en l'actualitat es coneix com The Narrows, al centre del llac Manitoba. També pot derivar del l'assiniboine, significant "llac de les Praderies".
El llac era conegut entre els exploradors francesos com a llac de les Praderies. Thomas Spence va escollir el nom per referir-se a una nova república que va proposar a la zona sud del llac. Louis Riel també va triar el nom, i aquest fou acceptat a Ottawa en la Manitoba Act de 1870.

## Geografia

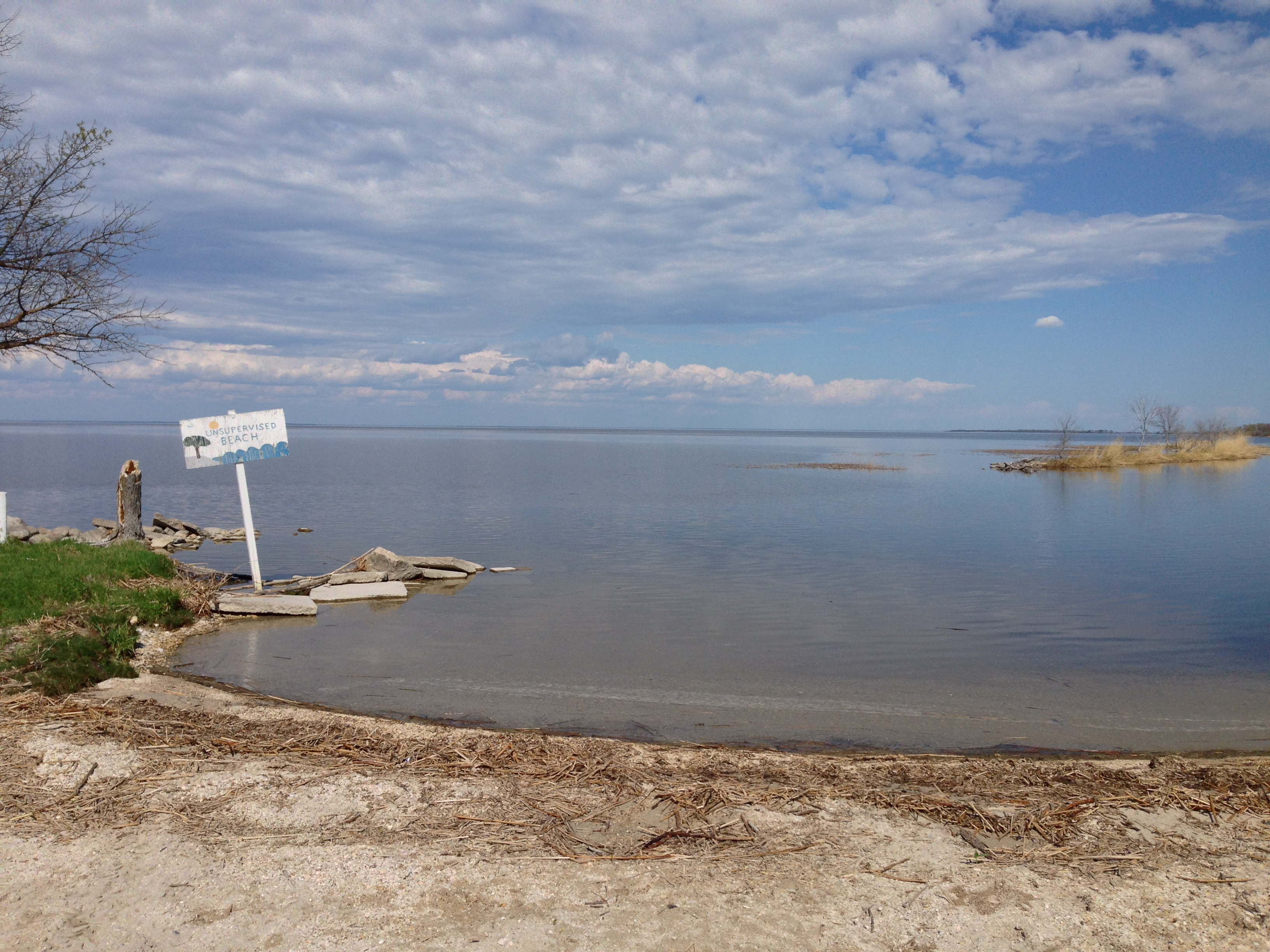
Llac Winnipegosis des de Winnipegosis Beach

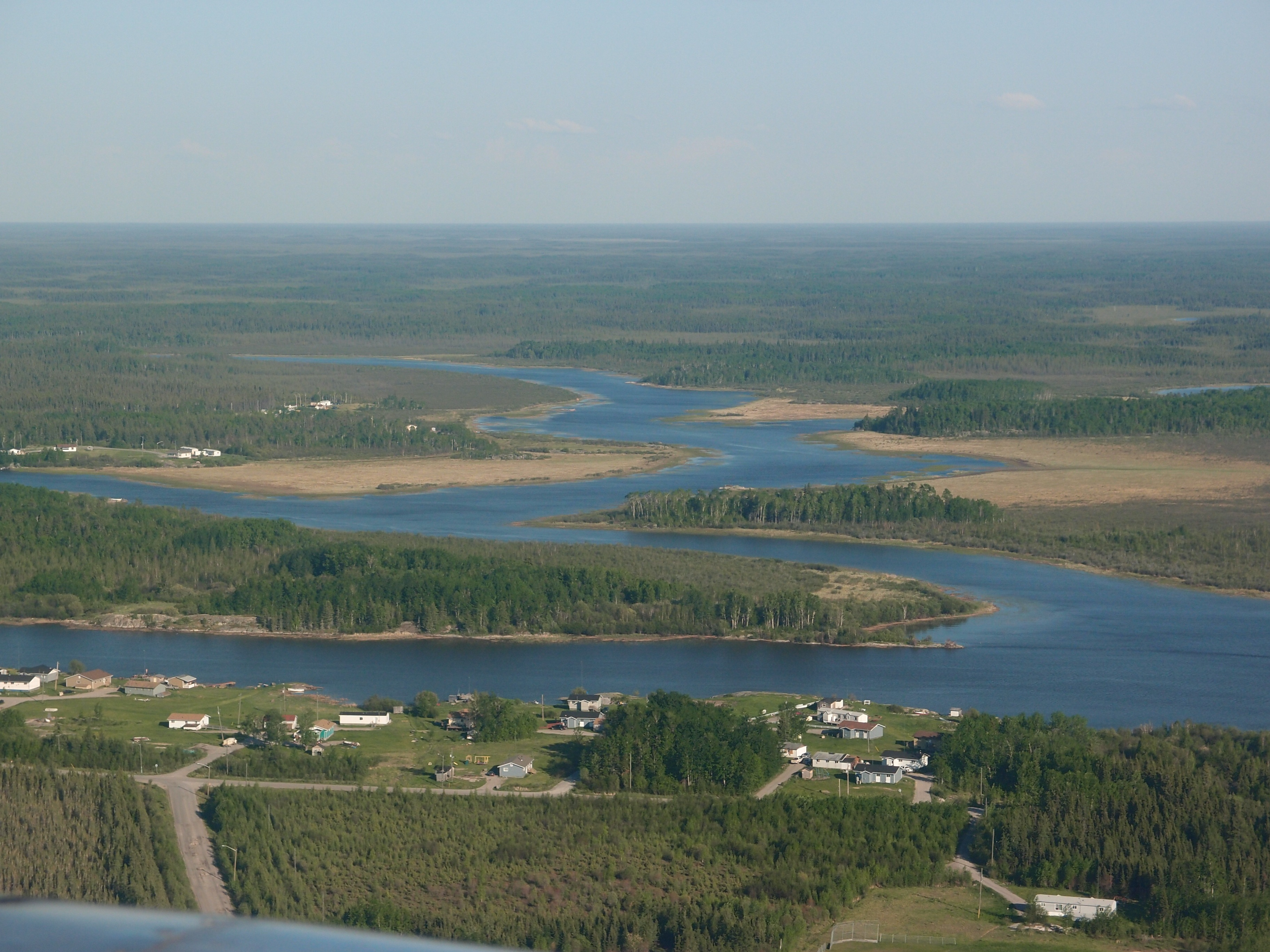
Vista del riu Nelson des de l'aire

Manitoba té una superfície de 553.556 km², similar a la de França. Limita a l'est amb la província d'Ontario i la badia de Hudson; a l'oest amb Saskatchewan; al nord amb els territoris de Nunavut i els Territoris del Nord-oest; i al sud, amb els estats dels Estats Units de Dakota del Nord i Minnesota. El port de Churchill és l'únic port d'aigües profundes de l'Àrtic al Canadà. El llac Winnipeg és el desè major llac d'aigua dolça al món. La badia de Hudson és la badia més gran al món. Manitoba era una àrea de vital importància per a la Companyia de la Badia de Hudson, per la gran quantitat de llacs i rius que hi ha, els quals proporcionaven excel·lents oportunitats per al comerç.

### Hidrografia
La província compta amb més de 110.000 llacs, que cobreixen aproximadament el 15,6% de la seva superfície o, cosa que és el mateix, 101.593 km². El llacs més grans de Manitoba són els llacs Manitoba, Winnipegosis i Winnipeg, el desè més gran del món d'aigua dolça. Algunes terres natives tradicionals i els boscos boreals de la riba est del llac Winnipeg són Patrimoni de la Humanitat per la UNESCO.
Manitoba es troba al centre de la conca hidrogràfica de la badia de Hudson, amb un alt volum d'aigua que procedent del llac Winnipeg es dirigeix cap al nord fins a la badia de Hudson a través del riu Nelson. Els rius d'aquesta conca tenen el seu naixement a les llunyanes muntanyes de l'oest, o fins i tot del sud, ja dins els Estats Units, o per l'est a Ontario. Els principals cursos d'aigua són el Red, l'Assiniboine, el Nelson, el Winnipeg, el Hayes, el Whiteshell i el Churchill. La major part de les zones habitades del sud de Manitoba es troben sobre el llit prehistòric de llac Agassiz. Aquesta regió, sobretot la vall del riu Red, és plana i fèrtil; hi ha zones amb turons i força pedregoses per tota la província, fruit del retrocés de les glaceres.
El mont Baldy és el punt més alt de la província amb 832 metres sobre el nivell del mar, mentre la costa de la badia de Hudson és el punt més baix sobre el nivell del mar. El mont Riding, els turons Pembina, el bosc provincial Sandilands i l'escut canadenc són altres zones elevades de la província. Gran part de les terres poc poblades del nord i l'est es troben en l'irregular escut canadenc, així com els parcs provincials de Whiteshell, Atikaki i Nopiming.
L'agricultura extensiva es practica només a les zones del sud de la província, tot i que hi ha cultiu de cereals a la regió de la vall de Carrot, prop de The Pas. L'activitat agrícola més comú és la cria de bestiar boví (34,6%), seguit per un ampli ventall de cereals (19,0%) i llavors oleaginoses (7,9%). Al voltant de 12 per cent de les terres agrícoles del Canadà es troben a Manitoba.

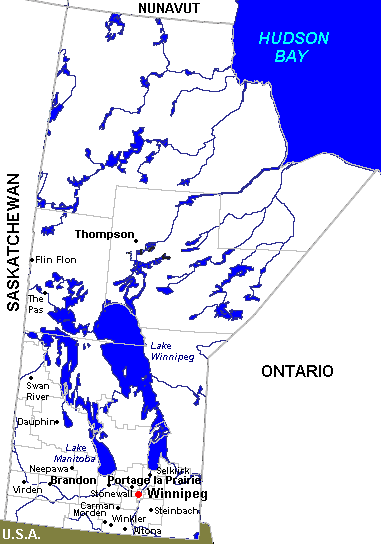
Mapa de Manitoba.

| Nom                  | Àrea neta (km²) | Àrea total (km²) | Altura (m) |
| -------------------- | --------------- | ---------------- | ---------- |
| Llac Winnipeg        | 23.760          | 24.387           | 217        |
| Llac Winnipegosis    | 5.164           | 5.374            | 254        |
| Llac Manitoba        | 4.607           | 4.624            | 248        |
| Llac Southern Indian | 2.015           | 2.247            | 254        |
| Llac Cedar           | 1.321           | 1.353            | 253        |
| Llac Island          | 1.043           | 1.223            | 227        |
| Llac Gods            | 1.061           | 1.151            | 178        |
| Llac Cross           | 590             | 755              | 207        |
| Llac Playgreen       | 652             | 657              | 217        |
| Llac Dauphin         | 519             | 519              | 260        |
| Llac Granville       | 429             | 490              | 258        |
| Llac Sipiwesk        | 346             | 454              | 183        |
| Llac Oxford          | 349             | 401              | 186        |
| Llac Molson          | 391             | 400              | 221        |

### Clima

Tornado F5 d'Elite.

Manitoba té un clima continental extrem. Les temperatures i les precipitacions disminueixen generalment de sud a nord, i la precipitació disminueix d'est a oest. Manitoba es troba molt lluny de les influències moderadores de les serralades i les grans masses d'aigua, i pel paisatge generalment pla està exposada a les masses d'aire fred procedents de l'Àrtic durant els mesos de gener i febrer. Durant l'estiu a vegades hi arriben les masses d'aire càlides i humides procedents del sud dels Estats Units i el golf de Mèxic. Les temperatures superen els 30 °C habitualment cada estiu, i la combinació de la calor i la humitat fan que la temperatura de xafogor arribi a valors superiors als 40. La vila de Carman té la segona temperatura de xafogor més alta mai registrada al Canadà, amb 53,0. Segons Environment Canada, Manitoba és la província amb els cels més clars durant tot l'any, i el segon durant l'estiu, així com la més assolellada durant l'hivern i la primavera.
El sud de Manitoba, incloent la ciutat de Winnipeg, es troba dins la zona de clima continental humit (Köppen Dfb). Aquesta zona és freda i ventosa a l'hivern, experiment sovint tempestes de neu. Els estius són càlids, amb una amplitud tèrmica moderada. Aquesta regió és la zona més humida de les províncies de les praderies, amb precipitacions moderades. El sud-oest de Manitoba, tot i trobar-se dins la mateixa classificació climàtica, com la resta del sud de Manitoba, està més a prop del clima semiàrid del Triangle de Palliser. La zona és més seca i més propensa a les sequeres que altres parts del sud de Manitoba, amb hiverns freds i ventosos i estius càlids i amb baixa o moderada humitat
Parts del sud de la província, que es troben just al nord del corredor dels tornados, pateixen tornados cada any, amb 15 d'ells que van tocar terra el 2006. El 2007, els dies 22 i 23 de juny nombrosos tornados van tocar terra, el més gran dels quals fou un F5 que va devastar part d'Elie, el tornado més fort registrat oficialment al Canadà.
Els sectors més septentrionals de la província, inclosa la ciutat de Thompson) es troben dins el clima subàrtic (Kp Dfc). Aquesta regió es caracteritza per hiverns llargs i molt freds i breus estius càlids amb escasses precipitacions. Les temperatures de nit baixen dels -40 °C diversos dies cada hivern.
| Comunitat          | Màx. juliol | Màx. gener | Prec. anual |
| ------------------ | ----------- | ---------- | ----------- |
| Morden             | 26 °C       | -10 °C     | 541 mm      |
| Winnipeg           | 26 °C       | -11 °C     | 521 mm      |
| Pierson            | 27 °C       | -9 °C      | 457 mm      |
| Dauphin            | 25 °C       | -10 °C     | 482 mm      |
| Steinbach          | 25 °C       | -11 °C     | 581 mm      |
| Portage la Prairie | N/A         | N/A        | 532 mm      |
| Brandon            | 25 °C       | -11 °C     | 474 mm      |
| The Pas            | 24 °C       | -14 °C     | 450 mm      |
| Thompson           | 23 °C       | -18 °C     | 474 mm      |
| Churchill          | 18 °C       | -22 °C     | 453 mm      |

### Flora i fauna

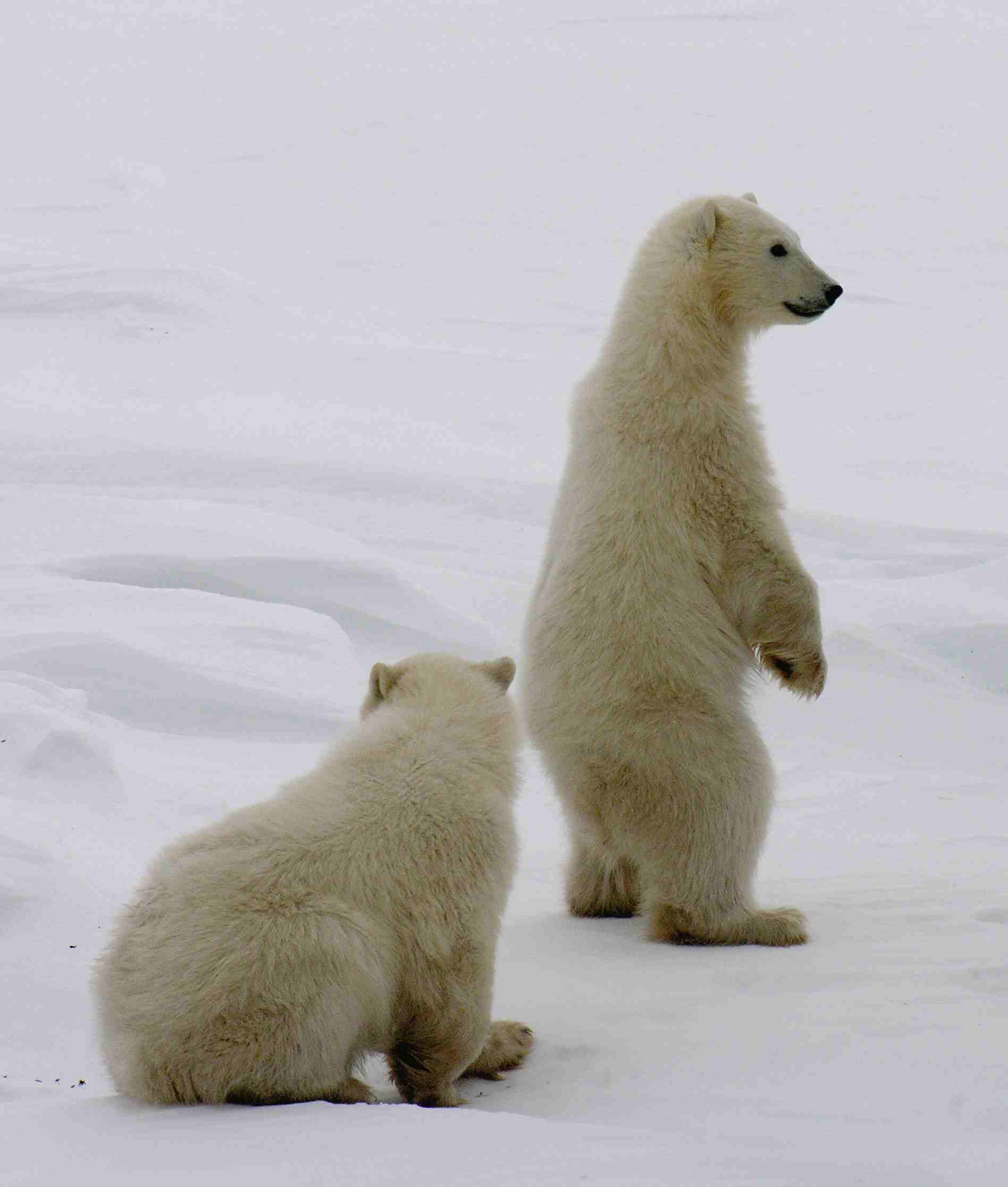
Ossos blancs al parc nacional Wapusk

Els extrems est, sud-est i nord de la província estan coberts per boscos de coníferes i muskeg, mentre que al voltant de la badia de Hudson hi ha una petita secció de tundra. Els boscos representen al voltant de 263.000 quilòmetres quadrats, el 48 per cent de la superfície de la província. Els boscos estan formats per pins (principalment Jack Pine i algun pi roig), picees (blanca, negra), làrix, pollancres (d'Aspen, balsàmic), bedolls (blanc, nan) i petites poblacions de cedre blanc de l'est. La praderia de pastures altes domina el sud i especialment el sud-est de la província, sobretot a la vall del riu Red. En elles destaca la presència d'una estranya espècia d'orquídea, la platanthera praeclara, que es troba en perill d'extinció, mentre a la resta del sud i sud-oest hi predomina una praderia mixt.
Manitoba és la llar de diverses espècies d'animals, destacant la presència d'ossos polars. Churchill és coneguda com la "capital de l'os polar". Altres grans animals que hi ha són ants, cérvols, pumes, linxs i llops, habituals per tota la província, sobretot en els parcs provincials i nacionals. Hi ha una gran població de serps thamnophis prop de Narcisse. Manitoba compta amb més de 145 espècies d'aus, incloent el gamarús de Lapònia, au oficial de la província, i el falcó pelegrí en perill d'extinció. Els llacs de Manitoba compten amb 18 espècies de peixos, destacant diverses espècies de truita de riu, lucis i  Hiodon alosoides, així com molts peixos petits.

## Història

### Primeres nacions i primer poblament europeu
La zona de l'actual Manitoba va ser habitada pels pobles de les Primeres Nacions poc després que les glaceres de l'última glaciació es retiressin del sud-oest fa uns 10.000 anys. La primera terra lliure de gel va ser la zona de les muntanyes Turtle. Els pobles anishinaabemowin, cree, dene, sioux, mandans i assiniboine fundaren assentaments i altres tribus van entrar a la zona per a comerciar. Al nord de Manitoba es va extreure quars per fer puntes de sageta. Els primers cultius a Manitoba van tenir lloc al llarg del riu Red, on fou plantat blat de moro i d'altres cultius abans del contacte amb els europeus.
El 1611 Henry Hudson va ser un dels primers europeus a navegar per la gran badia que porta el seu nom, la badia de Hudson, on va ser abandonat per la seva tripulació. El primer europeu a arribar al centre i sud de l'actual Manitoba va ser Sir Thomas Button, que va viatjar aigües amunt pel riu Nelson fins al llac Winnipeg el 1612 en un intent fallit de trobar i rescatar a Hudson. El Nonsuch, un vaixell britànic, va navegar per la badia de Hudson entre 1668 i 1669, convertint-se en el primer vaixell mercant en arribar a la zona. Aquest viatge va dur a la formació de la Companyia de la Badia de Hudson, a qui se li va donar el control absolut de tota la conca de la badia de Hudson per part del govern britànic. En un primer moment aquest vas territori fou anomenat Terra de Rupert, en record al príncep Robert del Palatinat, que va ajudar a finançar la Companyia de la Badia de Hudson. El 1684 es va fundar York Factory, després que el primer fort de la Companyia de la Badia de Hudson, Fort Nelson (construït el 1682), fos destruït per comerciants francesos rivals.
Pierre Gaultier de Varennes, va visitar la vall del riu Red durant la dècada de 1730 per ajudar a obrir la zona per a l'exploració i el comerç francès. Així, la Companyia del Nord-oest, amb seu a Mont-real, començà a enviar exploradors a la zona, on començaren a comerciar amb els métis. Tant la Companyia del Nord-oest com la Companyia de la Badia de Hudson van construir diverses bases comercials a la zona; les dues empreses competien al sud de Manitoba, de vegades amb enfrontaments violents entre elles, fins que es van fusionar el 1821.
La Gran Bretanya es va assegurar el territori el 1763 com a resultat de la victòria sobre França en el front nord-americà de la Guerra dels Set Anys, més coneguda com a Guerra Franco-Índia i que va tenir lloc entre 1754 i 1763. La creació el 1812 de la primera comunitat agrària i de nous assentaments per part de Lord Selkirk, al nord de l'actual Winnipeg, va donar lloc a conflictes entre els colons britànics i els métis. Vint colons, entre ells el governador, i un métis van morir en la batalla de Seven Oaks el 1816. El 1867 hi hagué un intent de fundar, sense sort, la República de Manitobah.

### Confederació

Evolució de les províncies del Canadà entre 1867 i l'actualitat.

La Terra de Rupert va ser cedida al Canadà per la Companyia de la Badia de Hudson el 1869 i incorporada als Territoris del Nord-oest; la manca d'atenció a les preocupacions dels métis va dur al líder métis Louis Riel a establir un govern provisional local com a part de la Rebel·lió del riu Red. En resposta, el primer ministre John A. Macdonald va dur la Manitoba Act a la Cambra dels Comuns del Canadà, un projecte de llei que fou sancionat i que va permetre que Manitoba passés a ser una província el 1870. Com a líder de la rebel·lió, Louis Riel va ser perseguit per l'oficial de l'exèrcit britànic Garnet Wolseley, cosa que l'obligà a exiliar-se. El govern canadenc impedí tot intent dels métis d'obtenir la terra promesa com a part de l'entrada de Manitoba en la confederació. Amb l'arribada de nous colons blancs i el creixent racisme, molts métis emigraren cap a les futures províncies de Saskatchewan i Alberta.
A la fi del segle xix es va establir un sistema de reserves sota la jurisdicció del Govern Federal. No sempre s'atorgà la quantitat promesa de terra als pobles indígenes, i això va dur-los a fer valer els seus drets a través de les reclamacions de terres, moltes de les quals encara estan en curs.
La província original de Manitoba era un petit quadrat, una divuitena part de la mida actual, i era coneguda col·loquialment com la "província franqueig postal" ("postage stamp province"). Les seves fronteres es van ampliar el 1881, prenent terres dels Territoris del Nord-oest i el Districte de Keewatin, però Ontario va reclamar una gran part del territori i el 1889 li foren atorgades les terres en disputa. El 1912 Manitoba va obtenir la seva mida actual, amb la incorporació de terres dels Territoris del Nord-oest fins al límit del paral·lel 60°N, de manera que unificava el límit nord amb les províncies veïnes occidentals Saskatchewan, Alberta i la Colúmbia Britànica.
El problema de les escoles de Manitoba que va tenir lloc a final del segle xix va mostrar la profunda diferència dels valors culturals que hi havia al territori. Els catòlics franco-manitobans havien garantit un sistema escolar segregat, recolzat per l'Estat, en la constitució original de Manitoba, però un moviment polític sorgit entre els protestants anglesos entre 1888 i 1890 va exigir la fi de les escoles franceses. El 1890 es va aprovar una llei que eliminava el finançament de les escoles catòliques franceses. La minoria catòlica francesa va demanar ajuda al govern federal, però l'Orde d'Orange i altres forces anticatòliques es van mobilitzar a tot el país per oposar-se a ells.
El Partit Conservador van proposar una legislació que corregís la situació de Manitoba, però aquesta va ser bloquejada pels liberals encapçalats per Wilfrid Laurier. Un cop escollit primer ministre el 1896, Laurier va implementar una solució de compromís en què es permetia als catòlics de Manitoba impartir el mateix ensenyament religiós durant 30 minuts al final del dia si hi havia suficients alumnes que ho justifiquessin, i a més s'aplicaria escola per escola.

### Era moderna
El 1911 Winnipeg era la tercera ciutat més gran del Canadà, i es va mantenir així fins que fou superada per Vancouver durant la dècada de 1920. Winnipeg era una ciutat en auge, que va créixer ràpidament al voltant de l'inici del segle xx, gràcies als inversors i la immigració. L'aturada del creixement durant la segona meitat de la segonadècada va ser el resultat de l'obertura del Canal de Panamà el 1914, amb la qual cosa es redueix la dependència dels ferrocarrils transcontinentals pel comerç, així com una disminució de la immigració per culpa de l'esclat de la Primera Guerra Mundial. Més de 18.000 residents a Manitoba es va allistar a l'exèrcit durant el primer any de guerra; i al final foren 14 residents a Manitoba que havien rebut la Creu Victòria.
En acabar la Primera Guerra Mundial el descontentament entre els agricultors (sobre els preus del blat) i els membres del sindicat (sobre les taxes salarials) es va traduir en un augment del radicalisme, al qual cal afegir una polarització fruit del sorgiment del bolxevisme a Rússia. El resultat més dramàtic va ser la vaga general de Winnipeg de 1919, la qual va estar vigent entre el 15 de maig i el 25 juny de 1919, quan els treballadors van començar a tornar gradualment als seus llocs de treball i el Comitè Central de Vaga va decidir posar fi al moviment.
La Gran Depressió (1929–c. 1939) va afectar especialment a l'oest del Canadà, inclòs Manitoba. L'enfonsament del mercat mundial combinat amb una forta caiguda de la producció agrícola a causa de la sequera va provocar una diversificació econòmica, allunyant-se de la dependència de la producció de blat. La Manitoba Co-operative Commonwealth Federation, precursora del New Democratic Party of Manitoba (NDP), va ser fundada el 1932.
Winnipeg patí la inundació del Riu Vermell de 1950 i va haver de ser evacuada parcialment. En aquell any, el riu va assolir el seu nivell més alt des de 1861 i va inundar la major part de la vall del riu vermell. Els danys causats per la riuada van propiciar la construcció del Red River Floodway (Canal del Riu Vermell); es va acabar l'any 1968 després de sis anys d'excavació. Es van aixecar preses permanents a vuit ciutats al sud de Winnipeg, i es van construir dics d'argila i preses de derivació a la zona de Winnipeg. El 1997, la "inundació del segle" va causar més de 400 milions de dòlars canadencs en danys a Manitoba, però el canal va impedir que Winnipeg s'inundés
Glen Murray, elegit a Winnipeg el 1998, es va convertir en el primer alcalde obertament gai d'una gran ciutat nord-americana La província es va veure afectada per grans inundacions el 2009 i el 2011. El 2004, Manitoba es va convertir en la primera província del Canadà a prohibir fumar a l'interior dels llocs públics. L'any 2013, Manitoba va ser la segona província a introduir una legislació d'accessibilitat que protegia els drets de les persones amb discapacitat.
Des de l'octubre de 2023, el primer ministre de Manitoba és Wabanakwut 'Wab' Kinew, és el segon primer ministre indígena de la història de Manitoba, després de John Norquay el 1887, i el portaveu de l'Assemblea Legislativa de Manitoba és Tom Lindsey. Tots dos són membres del Nou Partit Democràtic.
Les llengues oficials de Manitoba són l'anglès i el francès. Si bé l'administració no és completament bilingüe, i l'anglès hi és predominant. L'any 2010, el govern provincial de Manitoba va aprovar la Llei de reconeixement de llengües aborígens, que dona un reconeixement oficial a set llengües indígenes: el cree, el dakota, el dene, l'inuktitut, el michif, l'ojibwa i l'Oji-cree.

## Demografia
| Ciutat             | 2021    | 2016    |
| ------------------ | ------- | ------- |
| Winnipeg           | 749.607 | 705.224 |
| Brandon            | 51.313  | 48.883  |
| Steinbach          | 17.806  | 16.022  |
| Winkler            | 13.745  | 12.660  |
| Portage la Prairie | 13.270  | 13.304  |
| Thompson           | 13.035  | 13.678  |
| Selkirk            | 10.504  | 10.278  |
| Morden             | 9.929   | 8.668   |
| Dauphin            | 8.638   | 8.369   |
| Font:              |         |         |

Al cens de 2021 Manitoba tenia 1.342.153 habitants, més de la meitat dels quals vivien a Winnipeg. Manitoba és l'única província canadenca amb més del cinquanta-cinc per cent de la seva població en una sola ciutat.
Segons els orígens, el grup més gran de Manitoba és el format pels declarats d'origen anglès (16,1%), seguit dels escocesos (14,5%), alemanys (13,6%), ucraïnesos (12,6%), irlandesos (11,0%), francesos (9,3%), filipins (7,0%), métis (6,8%), polonesos (6,0%), primeres nacions (4,5%), mennonites (3,9%), russos (3,7%), holandesos (3,3%), indis (3,0%) i islandesos (2,4%). Els pobles indígenes (inclosos els métis) són el grup ètnic amb un creixement més ràpid a Manitoba, i el 2001 representaven el 13,6 per cent del total de la població de l'estat (algunes reserves no van permetre l'accés al personal que feia el cens o van fer el recompte de manera incompleta).
Segons el cens canadenc de 2021 les deu llengües més parlades a la província eren l'anglès (1.288.950 o 98,6%), francès (111.790 o 8,55%), tagal (73.440 o 5,62%), panjabi (42.820 o 3,28%), alemany (3,28%). 41.980 o 3,21%), hindi (26.980 o 2,06%), castellà (23.435 o 1,79%), mandarí (16.765 o 1,28%), cree (16.115 o 1,23%), i plautdietsch (15,055 o 1,28%). La pregunta sobre el coneixement d'idiomes permetia respostes múltiples.
En quant a la religió, segons el cens de 2021, el 54,2% van declarar ser cristians, seguits pel 2,7% sikh, el 2,0% musulmà, l'1,4% hindú, el 0,9% jueu i el 0,8% d'espiritualitat indígena. El 36,7% va declarar que no tenia afiliació religiosa. Les confessions cristianes més grans per nombre d'adherents van ser l'Església Catòlica Romana amb un 21,2%; l'Església Unida del Canadà amb un 5,8%; i l'Església Anglicana del Canadà amb un 3,3%.

## Economia
Manitoba té una economia basada, en gran manera, en els recursos naturals. El seu producte interior brut va ser de 50.834 milions de dòlars canadencs el 2008. L'economia de la província va créixer un 2,4 per cent el 2008, el tercer any consecutiu de creixement. La renda individual mitjana el 2006 era de 25.100 dòlars canadencs (en comparació amb una mitjana nacional de 26.500 dòlars canadencs), ocupant el cinquè lloc més alt entre les províncies. L'octubre de 2009, la taxa d'atur de Manitoba era del 5,8 per cent.
L'economia de Manitoba depèn en gran manera de l'agricultura, el turisme, l'electricitat, el petroli, la mineria i la silvicultura. L'agricultura és bàsica i es troba principalment a la meitat sud de la província, encara que el cultiu de cereals es produeix fins al nord fins de The Pas. L'activitat agrícola més comuna és la ramaderia, seguida de diversos cereals i llavors oleaginoses. Manitoba és el major productor de llavors de gira-sol i fesols secs del país,  i una de les principals fonts de patates. Portage la Prairie és un important centre de processament de patates. Richardson International, un dels molins de civada més grans del món, també té una planta en un municipi.
Les empreses que donen més feia a la gent a Manitoba són institucions governamentals i finançades pel govern, incloses les corporacions de la corona i serveis com hospitals i universitats. En l'àmbit privat destaquen The Great-West Life Assurance Company, Cargill Ltd. i Richardson International. Manitoba també té molta gent treballant en la indústria i el turisme. La fauna àrtica de Churchill és una gran atracció turística, sobretot per aquells que cerquen l'observació de l'ós polar i les balenes beluga. Manitoba és l'única província amb un port marítim àrtic d'aigües profundes, a Churchill.